# 協議
| ウィキペディアには「協議」という見出しの百科事典記事はありません（タイトルに「協議」を含むページの一覧/「協議」で始まるページの一覧）。 代わりにウィクショナリーのページ「協議」が役に立つかもしれません。 |